# Horizon: An American Saga
Horizon: An American Saga es una película épica y Wéstern estadounidense en dos partes, coescrita, producida, dirigida y protagonizada por Kevin Costner. El largometraje está coprotagonizado por un extenso reparto integrado -entre otros- por Sienna Miller, Sam Worthington, Jena Malone, Abbey Lee, Michael Rooker, Danny Huston, Luke Wilson, Isabelle Fuhrman, Jeff Fahey, Will Patton, Tatanka Means, Owen Crow Shoe, Ella Hunt y Jamie Campbell Bower.
Está ambientada en los períodos anteriores y posteriores a la Guerra de Secesión y describe la expansión al oeste estadounidense durante un período de 15 años.
Descrita como una obra en cuatro partes, el primer capítulo se estrenó el 28 de junio de 2024 y el segundo en el festival de Venecia de 2024.

## Elenco
- Kevin Costner
- Sienna Miller
- Sam Worthington
- Jena Malone
- Abbey Lee
- Michael Rooker
- Danny Huston
- Luke Wilson
- Isabelle Fuhrman
- Jeff Fahey
- Will Patton
- Tatanka Means
- Owen Crow Shoe
- Ella Hunt
- Jamie Campbell Bower
- Giovanni Ribisi
- Thomas Haden Church
- Alejandro Edda
- Tom Payne
- Wasé Chief
- Tim Guinee
- Michael Angarano
- Colin Cunningham
- Scott Haze
- Angus Macfadyen
- Douglas Smith
- Jon Beavers
- Michael Provost
- Kathleen Quinlan
- Larry Bagby
- James Russo
- Dale Dickey
- Hayes Costner
- James Landry Hébert
- Dalton Baker
- Georgia MacPhail
- Naomi Winders
- Austin Archer

## Producción
Kevin Costner concibió inicialmente la obra como una sola película en 1988, y luego se acercó a Walt Disney Pictures con el proyecto después del estreno de su película Open Range de 2003. En enero de 2022 se anunció que Costner dirigiría y produciría la película, un proyecto que le apasiona, además de ser el protagonista. El casting comenzó en febrero. En abril, Warner Bros. Pictures y New Line Cinema se unieron a la producción para su distribución. En una entrevista de junio, Costner declaró que planeaba hacer cuatro películas a partir de la premisa y que planeaba más de 170 papeles conversacionales. En agosto, Sienna Miller, Sam Worthington, Jamie Campbell Bower, Luke Wilson, Thomas Haden Church, Jena Malone, Alejandro Edda, Tatanka Means y Michael Rooker fueron elegidos para la película. Isabelle Fuhrman, Ella Hunt, Jeff Fahey y Tom Payne estarían entre los numerosos anuncios de casting realizados a lo largo de septiembre. En octubre, Will Patton, Owen Crow Shoe y Danny Huston se sumaron al elenco.
El rodaje de al menos la primera entrega comenzó el 29 de agosto de 2022 en el sur de Utah, concluyendo en noviembre. El rodaje de la segunda entrega comenzó en mayo de 2023, antes de concluir en el verano de ese año.

## Secuelas
En junio de 2022, Costner declaró que planeaba hacer cuatro películas como una secuencia. En noviembre de 2022 confirmó que la primera película se había completado y que se había dado luz verde a la segunda, que se filmaría en la primavera de 2023. La producción de la segunda película comenzó en abril de 2023, con Glynn Turman, Kathleen Quinlan y Giovanni Ribisi uniéndose a Kevin Costner, Sienna Miller, Sam Worthington, Ella Hunt, Will Patton, Luke Wilson, Isabelle Fuhrman y Thomas Haden Church, quienes continúan desde la primera película. También regresarían el director de fotografía J. Michael Muro, el diseñador de producción Derek R. Hill, el editor Miklos Wright y la diseñadora de vestuario Lisa Lovaas. La segunda película terminó la producción en el verano de 2023, y la producción de la tercera película se detuvo debido a la huelga de escritores y actores.